# Juan Cazares
Juan Ramón Cazares Sevillano (Quinindé, 3 de abril de 1992) é um futebolista equatoriano que atua como meia-atacante e ponta-esquerda. Atualmente joga pelo Independiente del Valle.

## Carreira

### Início
Cazares nasceu em Quinindé Esmeraldas, mas se mudou com sua família para Guaiaquil, onde ingressou em 2006 nas categorias de base do Barcelona Sporting Club, permanecendo até 2008.[carece de fontes?]
Mudou-se, então, para o Norte América de Guaiaquil, clube considerado como intermediário na venda de jogadores. No fim de 2008, foi contratado pelo Independiente José Terán (atualmente chamado Independiente del Valle).

### River Plate
Com boas atuações no Del Valle, foi contratado para as divisões inferiores do River Plate. Em 7 de dezembro de 2011, estreou profissionalmente pelos Millonarios contra o Defensores de Belgrano, em jogo válido pela Copa da Argentina, entrando nos últimos quatro minutos.
Em 1 de julho de 2012, sagrou-se campeão da Copa Libertadores Sub-20, sendo considerado o melhor jogador do torneio — no qual marcou quatro gols. Graças ao desempenho na competição, o então técnico da equipe profissional, Matías Almeyda, o chamou para integrar em definitivo o elenco principal. Realizou sua estreia no Torneo Inicial 2012 contra o San Lorenzo, num empate em 0 a 0, substituindo o meia Manuel Lanzini.

### Barcelona de Guayaquil
Após a demissão de Almeyda, Cazares foi negociado com o Barcelona de Guayaquil, chegando por empréstimo. Entretanto, como permaneceu por apenas seis meses, o jogador só atuou em duas partidas pelo clube equatoriano.

### Banfield
Para a temporada 2013–14, foi emprestado para o Banfield, que disputava a Primera B Nacional, a pedido do treinador Matías Almeyda, seu antigo técnico nos tempos de River Plate. O Banfield conseguiu o título da Segunda Divisião, e Cazares atuou em 38 jogos, marcando quatro gols.
Em julho de 2014, renovou seu contrato com o clube portenho, após sondagens do Atlético Mineiro para contratar o atleta.

### Atlético Mineiro
No dia 22 de dezembro de 2015, foi anunciado na imprensa equatoriana o acerto do jogador com o Atlético Mineiro. O clube mineiro comprou 50% dos direitos econômicos de Cazares, que tinha seu passe vinculado ao Independiente del Valle. Os valores da negociação foram de 1,5 milhão de dólares, equivalentes a 5,85 milhões de reais, na cotação da época.
Durante a reapresentação do elenco, no dia 4 de janeiro de 2016, Cazares foi apresentado como novo reforço do clube. O jogador assinou por quatro temporadas. No Atlético Mineiro ele reencontrou Frickson Erazo, seu companheiro de Seleção Equatoriana.
Em sua sétima partida com a camisa alvinegra, Cazares marcou seu primeiro gol pela nova equipe, na vitória por 3–0 sobre o Colo-Colo.
Logo quando vinha sendo o destaque do Atlético no Campeonato Brasileiro, o jogador sofreu uma ruptura no tendão do músculo adutor da coxa direita, que o afastou da equipe por até três meses. No fim daquela temporada, fez um gol de placa na final da Copa do Brasil, perdida para o Grêmio, em Porto Alegre.
Fora dos planos de Jorge Sampaoli, Cazares rescindiu seu contrato com o Galo em setembro de 2020, em troca de abrir mão de atrasos salariais. Ao todo, marcou 41 gols em 205 partidas.

### Corinthians
No dia 25 de setembro de 2020, Cazares assinou um contrato de nove meses com o Corinthians. No dia seguinte, o jogador equatoriano foi apresentado, oficialmente, no clube paulista. Realizou sua estreia com a camisa do alvinegro no dia 30 de setembro, em um empate por 0 a 0 contra o Atlético Goianiense, válido pelo Campeonato Brasileiro. Cazares entrou aos 25 minutos do segundo tempo, no lugar do atacante Luan. Marcou seu primeiro gol pelo clube no dia 27 de dezembro, em uma vitória por 2 a 0 contra o Botafogo, no Nilton Santos, em jogo válido pelo Brasileirão.
Com atuações irregulares pela equipe, despediu-se do Corinthians no dia 16 de abril de 2021. Com a camisa do Corinthians, Cazares participou de 27 jogos, marcou dois gols e seu cinco assistências.

### Fluminense
Foi anunciado pelo Fluminense no dia 12 de abril de 2021, assinando contrato até o fim de 2022.
O meia realizou sua estreia no dia 17 de abril, numa vitória por 1 a 0 sobre o Botafogo, em jogo válido pela 10ª rodada da Taça Guanabara, entrando no segundo tempo. Voltou a atuar pelo Flu no dia 22 de abril, num empate em 1 a 1 contra o River Plate, válido pela 1ª rodada da Libertadores. Entrando novamente no segundo tempo, Cazares mudou a cara do tricolor carioca, dando a assistência para o centroavante Fred empatar a partida em 1 a 1 e evitar a derrota. Por conta da boa atuação, o equatoriano foi eleito o melhor jogador da partida.
Ao longo da temporada oscilou e fechou o ano com 37 jogos, sendo 26 como reserva, marcou um gol – contra o ex-clube Corinthians – e deu quatro assistências.

### Metalist
Em 22 de janeiro de 2022, após rescindir amigavelmente com o Fluminense, foi anunciado pelo Metalist, da Ucrânia.
Cazares não chegou a atuar pelo clube europeu.

### Independiente
Em 4 de julho de 2022, Cazares assinou contrato com o Independiente até o final de 2023.
Em julho de 2023, rescindiu seu contrato após chegar a um acordo com o clube de Avellaneda.

### América Mineiro
Em 22 de agosto de 2023, o América Mineiro se reforçou com Juan Cazares, com contrato até o fim do ano. A missão era retirar o o Coelho da lanterna e consequente zona de rebaixamento do Campeonato Brasileiro.
Juan Cazares encerrou seu contrato com o América no fim de 2023, onde fez 12 jogos e deu uma assistência.

### Santos
No dia 22 de dezembro de 2023, o Santos encaminhou a contratação de Juan Cazares para a temporada 2024, assinando um pré-contrato com o clube. Fez seu primeiro gol pelo Santos no dia 9 de março de 2024, na vitória de 3x2 contra a Inter de Limeira na Vila Belmiro, válida pela última rodada da fase de Grupos do Paulistão 2024.

### Paysandu
Em 02 de julho de 2024 a diretoria do Paysandu anunciou a contratação de Cazares para a sequência da série B do Campeonato Brasileiro.

## Seleção Nacional
Estreou pela Seleção Equatoriana principal no dia 6 de setembro de 2014, em um amistoso contra a Bolívia.
Integrou o elenco que disputou a Copa América de 2015 e foi chamado para a Copa América Centenário de 2016.

## Estatísticas
Abaixo estão listados todos jogos, gols e assistências do futebolista por clubes.

### Clubes
| Clube                    | Temporada         | Campeonato nacional | Campeonato nacional | Campeonato nacional | Copa nacional[a] | Copa nacional[a] | Copa nacional[a] | Competições continentais[b] | Competições continentais[b] | Competições continentais[b] | Outros torneios[c] | Outros torneios[c] | Outros torneios[c] | Total | Total | Total   |
| Clube                    | Temporada         | Jogos               | Gols                | Assist.             | Jogos            | Gols             | Assist.          | Jogos                       | Gols                        | Assist.                     | Jogos              | Gols               | Assist.            | Jogos | Gols  | Assist. |
| ------------------------ | ----------------- | ------------------- | ------------------- | ------------------- | ---------------- | ---------------- | ---------------- | --------------------------- | --------------------------- | --------------------------- | ------------------ | ------------------ | ------------------ | ----- | ----- | ------- |
| Independiente dell Valle | 2009              | 16                  | 9                   | 0                   | —                | —                | —                | —                           | —                           | —                           | —                  | —                  | —                  | 16    | 9     | 9       |
| Independiente dell Valle | Total             | 16                  | 0                   | 0                   | —                | —                | —                | —                           | —                           | —                           | —                  | —                  | —                  | 16    | 9     | 0       |
| River Plate              | 2012              | 3                   | 0                   | 0                   | 1                | 0                | 0                | —                           | —                           | —                           | —                  | —                  | —                  | 4     | 0     | 0       |
| River Plate              | 2013              | 2                   | 0                   | 0                   | —                | —                | —                | —                           | —                           | —                           | —                  | —                  | —                  | 2     | 0     | 0       |
| River Plate              | Total             | 5                   | 0                   | 0                   | 1                | 0                | 0                | —                           | —                           | —                           | —                  | —                  | —                  | 6     | 0     | 0       |
| Barcelona SC             | 2013              | 2                   | 0                   | 0                   | —                | —                | —                | —                           | —                           | —                           | —                  | —                  | —                  | 2     | 0     | 0       |
| Barcelona SC             | Total             | 2                   | 0                   | 0                   | —                | —                | —                | —                           | —                           | —                           | —                  | —                  | —                  | 2     | 0     | 0       |
| Banfield                 | 2014              | 38                  | 5                   | 0                   | 3                | 0                | 0                | —                           | —                           | —                           | —                  | —                  | —                  | 41    | 5     | 0       |
| Banfield                 | 2015              | 38                  | 6                   | 0                   | 1                | 0                | 0                | —                           | —                           | —                           | —                  | —                  | —                  | 39    | 6     | 0       |
| Banfield                 | Total             | 76                  | 11                  | 0                   | 4                | 0                | 0                | —                           | —                           | —                           | —                  | —                  | —                  | 80    | 11    | 0       |
| Atlético Mineiro         | 2016              | 17                  | 6                   | 3                   | 7                | 1                | 0                | 7                           | 2                           | 1                           | 9                  | 1                  | 0                  | 40    | 10    | 4       |
| Atlético Mineiro         | 2017              | 30                  | 3                   | 8                   | 4                | 1                | 0                | 8                           | 5                           | 1                           | 18                 | 0                  | 0                  | 60    | 9     | 9       |
| Atlético Mineiro         | 2018              | 31                  | 8                   | 6                   | 6                | 1                | 0                | 1                           | 0                           | 0                           | 13                 | 2                  | 3                  | 51    | 11    | 9       |
| Atlético Mineiro         | 2019              | 26                  | 6                   | 1                   | 4                | 1                | 2                | 13                          | 1                           | 4                           | 8                  | 3                  | 2                  | 51    | 11    | 9       |
| Atlético Mineiro         | 2020              | —                   | —                   | —                   | —                | —                | —                | —                           | —                           | —                           | 1                  | 0                  | 0                  | 1     | 0     | 0       |
| Atlético Mineiro         | Total             | 104                 | 23                  | 18                  | 21               | 4                | 2                | 29                          | 8                           | 6                           | 51                 | 6                  | 5                  | 205   | 41    | 31      |
| Corinthians              | 2020              | 20                  | 2                   | 5                   | 2                | 0                | 0                | —                           | —                           | —                           | —                  | —                  | —                  | 22    | 2     | 5       |
| Corinthians              | 2021              | —                   | —                   | —                   | 2                | 0                | 0                | —                           | —                           | —                           | 3                  | 0                  | 0                  | 5     | 0     | 0       |
| Corinthians              | Total             | 20                  | 2                   | 5                   | 4                | 0                | 0                | —                           | —                           | —                           | 3                  | 0                  | 0                  | 27    | 2     | 5       |
| Fluminense               | 2021              | 22                  | 1                   | 2                   | —                | —                | —                | 9                           | 0                           | 2                           | 6                  | 0                  | 0                  | 37    | 1     | 4       |
| Fluminense               | Total             | 22                  | 1                   | 2                   | 2                | 0                | 0                | 9                           | 0                           | 2                           | 6                  | 0                  | 0                  | 37    | 1     | 4       |
| Independiente            | 2022              | 15                  | 1                   | 0                   | 5                | 2                | 0                | 2                           | 0                           | 0                           | —                  | —                  | —                  | 22    | 3     | 0       |
| Independiente            | Total             | 15                  | 1                   | 0                   | 5                | 2                | 0                | 2                           | 0                           | 0                           | —                  | —                  | —                  | 22    | 3     | 0       |
| Total na carreira        | Total na carreira | 260                 | 38                  | 25                  | 35               | 6                | 2                | 40                          | 8                           | 8                           | 60                 | 6                  | 5                  | 395   | 67    | 40      |

- a. ^ Jogos da Copa Argentina e Copa do Brasil
- b. ^ Jogos da Copa Libertadores e Copa Sul–Americana
- c. ^ Jogos do Campeonato Mineiro, Campeonato Paulista e Campeonato Carioca

### Seleção Equatoriana
Abaixo estão listados todos e jogos e gols do futebolista pela Seleção Equatoriana, desde as categorias de base.

#### Seleção Principal
| Ano               | Copa América | Copa América | Copa América | Qualificação Mundial | Qualificação Mundial | Qualificação Mundial | Amistosos | Amistosos | Amistosos | Total | Total | Total   |
| Ano               | Jogos        | Gols         | Assist.      | Jogos                | Gols                 | Assist.              | Jogos     | Gols      | Assist.   | Jogos | Gols  | Assist. |
| ----------------- | ------------ | ------------ | ------------ | -------------------- | -------------------- | -------------------- | --------- | --------- | --------- | ----- | ----- | ------- |
| 2014              | —            | —            | —            | —                    | —                    | —                    | 3         | 1         | 1         | 3     | 1     | 1       |
| 2015              | 2            | 0            | 0            | 3                    | 0                    | 1                    | 3         | 0         | 0         | 8     | 0     | 0       |
| 2016              | 2            | 0            | 0            | 3                    | 0                    | 0                    | 1         | 0         | 0         | 6     | 0     | 0       |
| 2017              | —            | —            | —            | 2                    | 0                    | 0                    | 2         | 0         | 0         | 4     | 0     | 0       |
| 2021              | —            | —            | —            | 1                    | 0                    | 0                    | —         | —         | —         | 1     | 0     | 0       |
| Total na carreira | 4            | 0            | 0            | 9                    | 0                    | 1                    | 9         | 1         | 1         | 22    | 1     | 1       |

Seleção Sub–20
| Ano               | Campeonato Sul–Americano | Campeonato Sul–Americano | Campeonato Sul–Americano | Amistosos | Amistosos | Amistosos | Total | Total | Total   |
| Ano               | Jogos                    | Gols                     | Assist.                  | Jogos     | Gols      | Assist.   | Jogos | Gols  | Assist. |
| ----------------- | ------------------------ | ------------------------ | ------------------------ | --------- | --------- | --------- | ----- | ----- | ------- |
| 2011              | 4                        | 0                        | 0                        | 7         | 1         | 0         | 11    | 1     | 0       |
| Total na carreira | 4                        | 0                        | 0                        | 7         | 1         | 0         | 11    | 1     | 0       |

## Títulos
River Plate
- Copa Libertadores da América Sub-20: 2012[carece de fontes?]

Banfield
- Primera B Nacional: 2013–14[carece de fontes?]

Atlético Mineiro
- Florida Cup: 2016[carece de fontes?]
- Campeonato Mineiro: 2017, 2020[carece de fontes?]

### Prêmios individuais
- Troféu Guará para o Melhor Meia do ano: 2018, 2019